# Niltava
A Niltava  a madarak osztályának verébalakúak (Passeriformes) rendjébe és a légykapófélék (Muscicapidae) családjába tartozó nem.

## Rendszerezésük
A nemet Brian Houghton Hodgson angol természettudós írta le 1837-ben, az alábbi 6 faj tartozik ide:
- vöröshasú légykapó (Niltava sundara)
- Niltava macgrigoriae
- Niltava sumatrana
- Niltava vivida
- Dávid-niltava (Niltava davidi)
- Niltava grandis

## Előfordulásuk
Dél- és Délkelet-Ázsia területén honosak. Természetes élőhelyeik a szubtrópusi vagy trópusi esőerdők, füves puszták és cserjések. Állandó, nem vonuló fajok.

## Megjelenésük
Testhosszuk 11–22 centiméter közötti.

## Életmódjuk
Általában gerinctelenekkel táplálkoznak, de gyümölcsöket és bogyókat is fogyasztanak.